# Zelim Bakaev
Zelimkhan Bakaev (en russe : Зелимхан Бакаев), dit Zelim Bakaev, né le 23 avril 1992 à Grozny en Tchétchénie en Russie et disparu le 8 août 2017 pendant les persécutions des homosexuels tchétchènes, est un chanteur russe d'origine tchétchène. Il chantait principalement en tchétchène.

## Biographie
Zelim Bakaev naît en 1992 à Grozny, capitale de la Tchétchénie. 
Passionné de musique pop, il débute dans la chanson. Il se produit surtout en Tchétchénie, mais aussi au Daghestan, en Ingouchie et à Moscou.
En 2013, il participe au concours musical tchétchène-ingouche « Assa » dans la catégorie « Découverte de l'année ».
Sa chanson Мичахь хьо лела безам obtient un succès en Tchétchénie et y devient un tube. Il est l'artiste le plus recherché sur Guvera (un service de musique en streaming gratuit) en Tchétchénie en 2015.
En 2017, il s'inscrit au casting de l'émission New Star Factory de la chaîne Muz-TV, à Moscou,.

### Disparition
Le 8 août 2017, Zelim Bakaev revient à Grozny pour le mariage de sa sœur. Trois heures après son arrivée, il est arrêté par des hommes en habits militaires du groupe armé d'intervention rapide « Terek », selon le témoignage de deux de ses amis recueilli par la chaîne de télévision Dozhd TV. Il aurait été arrêté sur des soupçons d'homosexualité. La Tchéchénie était depuis plusieurs mois le lieu d'une intense persécution des personnes LGBT. Les amis du chanteur ont aussi déclaré qu'il lui était devenu interdit de chanter en Tchéchénie.
Son téléphone portable est désactivé le jour même. Quelques jours après, sa mère, Malika Bakaeva, reçoit par WhatsApp un message disant qu'il était parti à l'étranger,. La mère du chanteur demande alors l'aide du Conseil des droits humains et du ministère de l'Intérieur tchétchènes pour retrouver son fils. Le 18 août, le ministre tchétchène de la Politique nationale, des Relations extérieures, de la Presse et de l'Information, Djamboulat Oumarov, dément devant la presse que les autorités tchétchènes auraient arrêté Zelim Bakaev : « C'est un garçon sans histoires, il n'est pas wahhabite ni terroriste. Aucun organisme ne l'a embarqué, personne n'en a rien à cirer de lui ». Une source au ministère de l'Intérieur a déclaré qu'il n'y aurait pas d'enquête sur sa disparition car il était « adulte et majeur ».
Le 24 septembre, une vidéo retransmise par la chaîne de télévision Grozny TV montre le chanteur déclarant qu'il est en Allemagne,. Mais rien n'indique où et quand cette vidéo a été tournée, les spectateurs remarquent que son comportement est forcé, que le mobilier est russe et qu'une boisson visible n'est pas vendue en Allemagne. De plus, interrogée par des défenseurs des droits humains, la Commission européenne a indiqué que Bakaev n'était jamais entré sur le territoire de l'Union européenne,.
En octobre, la presse LGBT internationale relaie des déclarations de sources sur place selon lesquelles le chanteur a été torturé et tué par des membres des services de sécurité tchétchènes dans le cadre d'une purge antigays,,,,,,.

## Discographie
Clips vidéo
- 2013 : Не хватает тебя (avec Elbika Jamaldinova)
- 2016 : Нана
- 2016 : Без тебя (avec Elbika Jamaldinova)